# Der Golem (1915)
Der Golem ist ein 1914 gedrehter deutscher Stummfilm mit Paul Wegener in der Titelrolle. Regie führten Wegener und Heinrich Galeen.

## Handlung
Im alten Prager Judenviertel sind Bauarbeiter dabei, einen Schacht für eine Brunnenanlage auszuheben, als sie eine Entdeckung machen. Es handelt sich dabei um eine riesige Statue, die einst aus Lehm geformt wurde. Sie bringen diesen wuchtigen, erdfarbenen Koloss zu einem jüdischen Trödler, der bald erkennt, was er da vor sich stehen hat. Der Trödler holt ein altes Buch hervor und spricht eine Zauberformel des Rabbi Loew, um das Lehmwesen zum Leben zu erwecken. 
Der tumbe Koloss, der sich nur schwerfällig und unbeholfen bewegt, ist der Golem. Er dient zunächst dem Trödler in seiner ärmlichen Behausung, so auch bei schweren Arbeiten, etwa beim Schmieden von glühendem Eisen. Eines Tages verliebt sich der Golem in die Tochter des Trödlers, doch diese erwidert seine Gefühle ganz und gar nicht. Sie fühlt sich von dem unbeholfenen Riesen abgestoßen und hat Angst vor ihm. Das Herz der Trödlertochter gehört vielmehr einem Grafen. In dem Moment, in dem der Golem seine nicht-menschliche Herkunft begreift und auch die Hoffnungslosigkeit seiner Liebe erkennt, mutiert er zum zerstörerischen Monstrum. Selbst ein Messer, das man ihm in die Brust rammt, kann ihn nicht zerstören.
Bei einem Fest, an dem auch die Tochter des Trödlers und ihr Graf teilnehmen, kommt es zur Konfrontation: Als der Lehmkoloss erscheint, laufen die Festgäste um ihr Leben. Auch das Mädchen und der Graf laufen davon und retten sich – vom Golem verfolgt – auf die Dachterrasse eines Gebäudes. Dort stürzt sich dieser mit ausgebreiteten Armen auf den Grafen, um den Konkurrenten umzubringen. Erst das beherzte Eingreifen der Trödlertochter gebietet dem Rasenden Einhalt. Sie stürzt sich gegen ihn und der Golem fällt in die Tiefe, wo er am Boden reglos liegen bleibt. Atemlos erreicht schließlich auch der alte Trödler die Dachterrasse und nimmt seine Tochter in die Arme.

## Produktionsnotizen
Diese Produktion der Deutschen Bioscop GmbH Berlin war der erste der drei Golem-Filme, an denen Paul Wegener zwischen 1914 und 1920 als Schauspieler bzw. Regisseur beteiligt gewesen war. Der sechs Jahre später veröffentlichte Der Golem, wie er in die Welt kam schildert die Vorgeschichte des Films.
Der Golem passierte die Filmzensur am 22. Dezember 1914 und wurde am 14. Januar 1915 am U.T. Kurfürstendamm in Berlin uraufgeführt. Die Länge des mit Jugendverbot belegten Films betrug 1250 Meter (fünf Akte). Er ist heute nur noch in Fragmenten erhalten.
Gedreht wurde der Film in den Bioscop-Ateliers von Neubabelsberg, die Außenaufnahmen entstanden in Hildesheim.
Die Filmbauten und die Kostüme stammen von Rochus Gliese. Der Bildhauer Rudolf Belling schuf die Golem-Figur.
Das „Studierzimmer des Gelehrten“ war auf dem Bioscop-Freigelände in Neubabelsberg mit einem Straßen-Filmbau kombiniert worden, um interessante Kameraeinstellungen zu erreichen.

## Kritik
Reclams Filmführer schreibt: „Der Film lebt vor allem von der Schauspielkunst Wegeners und von der düsteren Atmosphäre enger Gassen und verwinkelter Häuser, eines alptraumhaften Milieus, in dem das Unheimliche einleuchtend Gestalt gewann.“
Kay Wenigers Es wird im Leben dir mehr genommen als gegeben … erinnert an die filmhistorische Bedeutung von Der Golem für die durch ihn befeuerte Filmgattung: „‘Der Golem’, von Galeen geschrieben und inszeniert und mit dem imposanten ‘Student von Prag’-Star Paul Wegener in der Titelrolle ideal besetzt, war nicht nur der erste einer beachtlichen Reihe von weiteren ‘Golem’-Filmen weltweit, er bedeutete auch die Geburtsstunde des ‘Horrorfilm’-Genres und war überdies der Urvater aller ‘Frankenstein’-Inszenierungen.“
Buchers Enzyklopädie des Films befindet: Wegeners „Gespür für die dramatische Wirksamkeit des Unterspielens, vor allem als Golem, nahm ein wesentliches Element von Boris Karloffs Gestaltung des Frankenstein-Monsters vorweg.“